# Щербенюк, Василий Михайлович
Василий Михайлович Щербенюк — советский хозяйственный деятель, Герой Социалистического Труда.

## Биография
Родился в 1936 году в селе Новофастов. Член КПСС.
Окончил лётное училище гражданской авиации.
В 1964—1991 годах — летчик сельскохозяйственной авиации, командир Винницкого авиационного звена сельскохозяйственной авиации Украинского управления гражданской авиации Министерства гражданской авиации СССР.
В десятой пятилетке звено Щербенюка обработало более одного миллиона гектаров сельскохозяйственных угодий Винницкой области Украинской ССР.
Указом Президиума Верховного Совета СССР от 31 марта 1981 года присвоено звание Героя Социалистического Труда с вручением ордена Ленина и золотой медали «Серп и Молот».
Делегат XXVII съезда КПСС.
Жил в Винницкой области Украины.

## Награды и звания
- Герой Социалистического Труда (31.03.1981)
- Орден Ленина (31.03.1981)
- Орден Трудового Красного Знамени